# Bănești (okręg Prahova)
Bănești – wieś w Rumunii, w okręgu Prahova, w gminie Bănești. W 2011 roku liczyła 3096 mieszkańców.